# المشروع الفينيقي
المشروع الفينيقي (بالإنجليزية: The Phoenician Scheme) هو فيلم تجسس وكوميديا سوداء، وهو من إنتاج وسيناريو وإخراج ويس أندرسون، مقتبس من قصة ابتكرها رومان كوبولا. يضم الفيلم طاقم ممثلين مكتمل على رأسهم بينيشيو ديل تورو ومايكل سيرا. وقد أُنتج بالاشتراك بين الولايات المتحدة وألمانيا من قِبل شركة "أمريكان إمبيريكال بيكتشرز" التابعة لأندرسون، وشركة "إنديان بينتبراش" التابعة لستيفن رايلز.

## الحبكة
خلال عام 1950 نجى تاجر الأسلحة والصناعي أناتول "جاجا" كوردا بأعجوبة من محاولة اغتيال بتفجير طائرته. بعد الحادث فقد الوعي ودخل الحياة الآخرة، حيث حكمت محكمة إلهية على أهليته لدخول الجنة. القتلة يحاولون تدمير شركته، ولأنه يعلم أنه لا يستطيع الهروب من القتلة إلى الأبد، حاول كوردا إصلاح علاقته بابنته الوحيدة، الراهبة الكاثوليكية المبتدئة ليزل، وطلب منها ترك الكنيسة وتولي أعماله. كانت علاقة الأب وابنته متوترة ويشوبها الجفاء، إذ أرسل كوردا ليزل إلى دير في سن الخامسة، ويُشاع أنه قتل والدة ليزل، رغم أنه ينكر ذلك. خلال تواجدها مع والدها التقت ليزل ببيورن، عالم الحشرات النرويجي ومساعد كوردا الإداري.
وبسبب ممارسات كوردا التجارية المشبوهة تسعى حكومات العالم إلى وقفه بأي طريقة. وتسنح الفرصة عندما يراهن كوردا بثروته في مشروع محفوف بالمخاطر لإصلاح البنية التحتية لفينيقيا باستخدام عمالة العبيد. يتآمر عميل الحكومة إكسكاليبور لرفع أسعار مواد البناء، مما هدد استمرار المشروع، وإذا اكتمل سيؤدي لإفلاس كوردا.
تزداد علاقة ليزل وكوردا قوة شيئًا فشيئًا. ثم يتلقى كوردا رصاصة من أجل مارسيليا بوب، وفي الحياة الآخرة يلتقي كوردا بوالدة ليزل، وتخبره أنه ليس والد ليزل الحقيقي. يدرك كوردا أن كل ما كان عليه أن يقدمه لعائلته هو المال، وليس الحب. بالإضافة إلى ذلك، خلال مواجهته مع مارتي، يعترف كوردا الذي يعاني من الشعور بالذنب بأنه كان يعلم أن والدة ليزل كانت على علاقة غرامية مع أخيه غير الشقيق والذي هو على خلاف دائم معه. وبهدف الانتقام من زوجته لفق قصة مفادها أنها كانت على علاقة غرامية مع مساعد نوبار، مما دفع نوبار إلى قتلها. مع كل ذلك لا يزال يتعامل مع أخيه نوبار، الذي استثمر أيضًا في المخطط الفينيقي. تشعر ليزل بالغضب من انعدام أخلاق والدها، لكنها توافق على الاستمرار في مساعدته حتى تتمكن من الإنتقام من نوبار وإرساله للسجن.
في محاولة أخيرة قبل طلب المساعدة من نوبار، عرض كوردا الزواج من ابنة عمه هيلدا، وريثة ثروة كوردا في مجال الأسلحة. قبلت عرضه لكنها رفضت زيادة استثمارها. ثم عاد للوطن، لكن دمّر مخربون طائرة كوردا. خلال هذا الوضع الصعب كشف حطام الطائرة عن أدلة على أن مساعده بيورن جاسوس يعمل لصالح اتحاد إكسكاليبور. ومع ذلك، وافق على تغيير موقفه، لأنه وقع في حب ليزل. وقد أوضح كوردا لليزل أن عائلتهما كانت مضطربة لأجيال، لذلك قررت ترك أعمال العائلة والعودة إلى الكنيسة. أخيرًا جاءت مجموعة من رجال المليشيات الشيوعية وأعادتهم إلى الوطن. أما رئيسة الرهبنة رفضت طلب ليزل العودة للكنيسة، موضحةً السبب بأن ليزل مادية للغاية ولا تناسب الحياة الدينية، كما أن رئيسة الرهبنة مستفيدة من والدها ماليًا.
لإنقاذ المشروع اجتمع مستثمرو كوردا في فندق قصر واحة الصحراء ليشهدوا عرضًا لمخططه. خلاله التقى كوردا وليزل وبيورن بالعم نوبر، والذي بعد جدال وعتاب طويل قرر سحب استثماره بالكامل. كشف نوبار أنه ليس والد ليزل أيضًا، وأنه هو الذي كان يحاول قتل كوردا منذ البداية، مُعلِّلًا ذلك بأن الحياة لعبة "من يستطيع لعق من أولًا" حاول نوبار قتل كوردا في شجار دار بينهما، لكن كوردا انتصر وقتله.
قرر كوردا تغيير مساره: اعتنق الكاثوليكية بعدما كان ملحدًا، ودفع أجور عماله، وأنفق ثروته بالكامل على إتمام المشروع الفينيقي، مُعتقدًا أن إتمام مشروعٍ نبيل سيُضفي معنىً على حياته. على الرغم من إفلاسه، أُعجبت ليزل به ووافقت على قبوله كأبٍ لها. ليعيشان بعدها حياة بسيطة، وأدار كوردا مقهى صغير، عملت فيه ابنته. وألغت هيلدا زواجها القصير من كوردا، وأعطت الخاتم لبيورن، الذي تقدم لخطبة ليزل؛ فقبلت. في نهاية اليوم، لعبت ليزل وكوردا الورق معًا كعائلة.

## طاقم الممثلين
- بينيشيو ديل تورو بدور: أناتول "جاجا" كوردا، رجل أعمال قاسٍ ولكنه يتمتع بكاريزما كبيرة، الشخصية مستوحى جزئيًا من قطب النفط الأرمني كالوست كولبنكيان.
- ميا ثريبلتون بدور: الراهبة الأخت ليزل، وابنة أناتول كوردا.
  - الطفلة بياتريس كامبل بدور: ليزل الصغيرة.
- مايكل سيرا بدور: بيورن لوند/ بيورن كارلسون، عالم حشرات نرويجي ومعلم ومساعد إداري لكوردا؛ اكتشف لاحقًا أنه عميل لدى الحكومة الأمريكية من ولاية ديلاوير.
- ريز أحمد بدور: الأمير فاروق، ولي عهد فينيقيا.
- توم هانكس بدور: المستثمر ليلاند، المتشكك من شركة كوردا من ساكرامنتو.
- براين كرانستون بدور ريغان، الأخ الغاضب وشريك ليلاند في العمل.
- ماثيو امالريك بدور: مارسيليا بوب، رجل عصابات ومالك ملهى ليلي ومستثمر في شركة كوردا.
- ريتشارد أيواد بدور: سيرجيو، المقاتل الثوري الشيوعي.
- جيفري رايت بدور: مارتي مستثمر كوردا من نيوارك.
- سكارليت جوهانسون بدور: ابنة عمه هيلدا سوسمان-كوردا، ابنة عم كوردا الثانية وزوجته المستقبلية.
- بيندكت كامبرباتش بدور: العم نوبار كوردا، الأخ غير الشقيق لكوردا.
- روبرت فيرند بدور إكسكاليبر، عميل حكومي مكلف بتدمير إمبراطورية كوردا التجارية.
- هوب ديفيس بدور: رئيسة الدير، والمسؤولة عن ليزل في الدير.
- بيل موري بدور: الرب.
- شارلوت غينسبور بدور: الزوجة الأولى لكوردا.
- ويليم دافو بدور: محامي الدفاع السماوي عن كوردا.
- ف. موراي أبراهام: بدور النبي.
- ستيف بارك: بدور طيار كوردا.
- أليكس جينينغز بدور برادكلوذ كبير خدم كوردا.
- جيسون واتكينز بدور بصفتين كاتب العدل ومحامي كوردا.

## الإصدار
حصلت شركة فوكس فيتشرز على حقوق الفيلم في جميع أنحاء العالم في فبراير 2025، وتولت شركتها الأم يونيفرسال بيكتشرز التوزيع الدولي. تنافس الفيلم على جائزة السعفة الذهبية في مهرجان كان السينمائي 2025، حيث كان العرض العالمي الأول له في 18 مايو 2025. وصدر في دور العرض الألمانية من خلال شركة يونيفرسال بيكتشرز في 29 مايو 2025، وكان له إصدار مسرحي محدود في الولايات المتحدة في 30 مايو 2025 قبل التوسع على الصعيد الوطني في 6 يونيو 2025.

## الاستقبال

### شباك التذاكر
اعتبارًا من 9 يوليو 2025، حقق الفيلم إيرادات بلغت 19 مليون دولار في الولايات المتحدة وكندا، و18 مليون دولار في مناطق أخرى حول العالم، بإجمالي عالمي قدره 37.3 مليون دولار.

### الجوائز والترشيحات
| الجائزة              | موعد الحفل   | الفئة          | المستلمين   | النتيجة | مراجع |
| -------------------- | ------------ | -------------- | ----------- | ------- | ----- |
| مهرجان كان السينمائي | 24 مايو 2025 | السعفة الذهبية | ويس أندرسون | رُشِّح     | [ 7 ] |